# 马凯莫
马凯莫（Makemo）是法国海外集体法屬玻里尼西亞土阿莫土-甘比尔群岛行政区的一个市镇，领土涵盖同名环礁及哈拉伊基環礁、北馬魯特阿環礁、卡蒂烏環礁、拉羅亞環礁、塔庫梅環礁、塔恩阿環礁、尼希魯環礁，以及组成拉耶夫斯基群島的三座环礁——圖阿納凱環礁、希蒂環礁和泰波托环礁。

## 地理
马凯莫（16°34'27"S, 143°41'54"W）面积56 平方千米，位于法国海外集体法屬玻里尼西亞土亞莫土群島。
由于马凯莫领土为海洋中的环礁，故不与任何市镇接壤。

## 行政
马凯莫的邮政编码为98769、98790、98789，INSEE市镇编码为98726。

## 政治
马凯莫的现任市长为费利克斯·托科拉吉（Félix Tokoragi）先生，任期为2020-2026年。

## 人口
马凯莫于2022年时的人口数量为1391人。